# ブライアン・ロイ
ブライアン・ロイ（Bryan Roy、1970年2月12日 -）は、オランダの元サッカー選手、サッカー指導者。

## 経歴
ロイは1987年にアヤックス・アムステルダムで選手経歴を開始した。
1989年6月にスリナム系オランダ人によるオランダ代表（通称:カラフル・イレブン）がスリナムに遠征した際にスリナム航空764便墜落事故に遭遇し、選手18名中15名が死亡した（3名の生存者の内競技に復帰できた者は1名のみ）。このカラフル・イレブンにロイも選出されていたが、所属クラブの意向で辞退した為に命拾いしている。同様の理由でフランク・ライカールトやルート・フリットも命拾いしている。
アヤックスではリーグ戦108試合に出場し16得点を記録、1992年にUEFAカップ優勝に貢献した。
1992-93シーズンの途中にイタリアのセリエAのフォッジャ・カルチョへ移籍。11月22日のSSラツィオ戦でデビューし、初得点も記録した。当初はシステムやリズムの違いに苦しんだが、シーズン終盤には実力を発輝し出した。翌1993-94シーズンにはリーグ戦で12得点を決め、チームの躍進を助けた。
1994年のワールドカップ後に￡2.9millionの移籍金でイングランド・プレミアリーグのノッティンガム・フォレストへ移籍した。ノッティンガムではセンターフォワードのスタン・コリモアとのコンビで活躍した。移籍初年度の1994-95シーズン、リーグ戦のみで13得点を挙げ、UEFAカップ本選出場権(リーグ3位)の獲得に貢献した。コリーモアは翌1995年にリヴァプールFCへ移籍したが、ロイはクラブに残留し、1995-96シーズンのUEFAカップ準々決勝進出に貢献した。しかし、この頃から怪我の影響により、思うような活躍は出来なくなっていった。
1997年夏にドイツのヘルタ・ベルリンへ移籍。ヘルタで3シーズンを過ごした後、2000年にオランダへ帰国し、NACブレダへ移籍。NACとの契約が切れた2002年に僅か31歳で現役を引退した。その後、2004年にイングランドの下部リーグ、ワーキントンで短期プレーした。
オランダ代表としては、1989年にデビュー。1990年のFIFAワールドカップ・イタリア大会では代表メンバーに選出されたものの出場機会はなかったが、その後はレギュラーに定着し、1992年のUEFA EURO '92ベスト4進出、1994年のFIFAワールドカップ・アメリカ大会ではグループリーグ初戦のサウジアラビア戦で1アシストを記録。第3戦のモロッコ戦で1得点を挙げる活躍で準々決勝進出に貢献した。ロイは1995年3月29日のマルタ戦を最後に代表から退くまで、国際Aマッチ32試合に出場し9得点を記録した。
引退後は指導者の道へ進み、アヤックス・アカデミーのEユースのコーチを経て、2010年夏よりアヤックス２軍 (いわゆるヨング・アヤックス) のヘッドコーチに就任。

## 個人タイトル
- オランダ年間最優秀タレント賞：1回 (1987)